# Les espions s'amusent
Pour plus de détails, voir Fiche technique et Distribution.
Les espions s'amusent (Jet Pilot) est un film d'espionnage américain de Josef von Sternberg sorti en 1957.

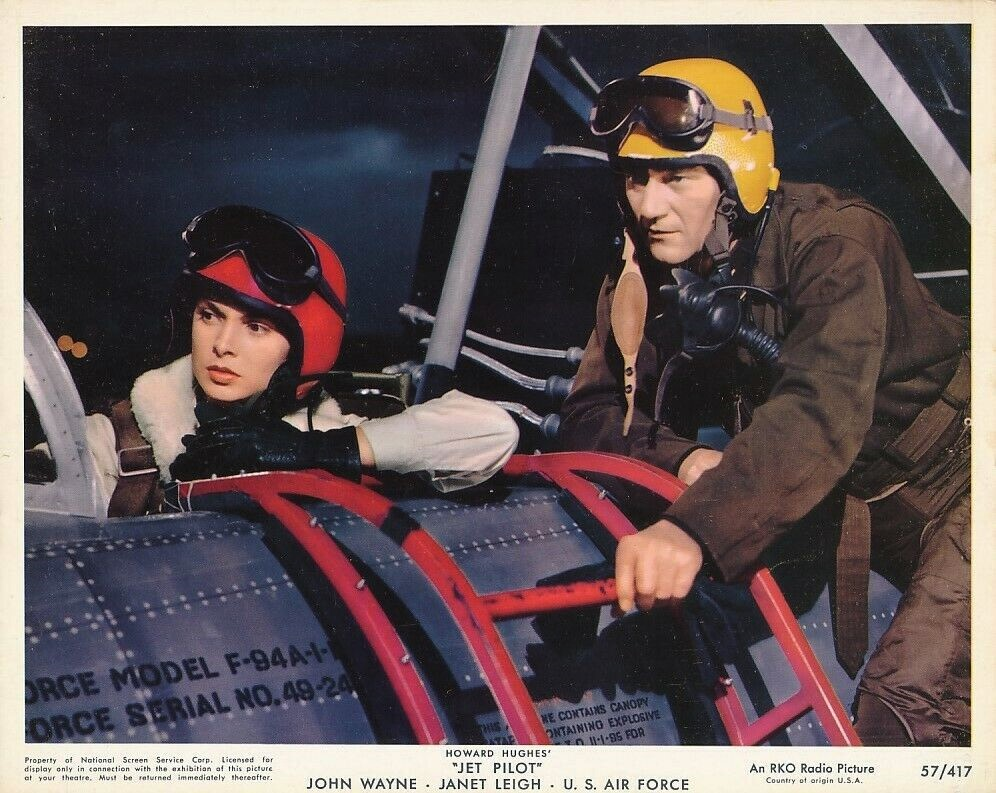
Janet Leigh et John Wayne

## Synopsis
Dans les années 1950, en pleine Guerre froide, la patrouille aérienne du colonel Jim Shannon, basée en Alaska, capture un avion de chasse soviétique, piloté par une séduisante jeune femme, le lieutenant Anna Marladovna. Celle-ci demande l'asile politique mais, menacée d'être emprisonnée, elle est épousée par Shannon qui s'est épris d'elle. Or, Anna est en réalité une espionne nommée Olga Orlief…

## Fiche technique
- Titre français : Les espions s'amusent
- Titre original : Jet Pilot
- Réalisation : Josef von Sternberg et Jules Furthman (non crédité)
- Scénario : Jules Furthman
- Production: Jules Furthman et Howard Hughes (non crédité)
- Société de production : RKO
- Musique : Bronislau Kaper
- Photographie : Winton C. Hoch
- Montage : Harry Marker, Michael R. McAdam, William M. Moore et Frederic Knudtson (non crédité)
- Direction artistique : Feild M. Gray, Albert S. D'Agostino
- Décors de plateau : Harley Miller, Darrell Silvera
- Costumes : Michael Woulfe
- Pays d'origine : États-Unis
- Format : Couleurs (Technicolor) - Son : Mono (RCA Sound Recording)
- Genre : Action, drame, romance, espionnage et guerre
- Durée : 112 minutes
- Dates de sortie :
  - États-Unis : 25 septembre 1957 (première à Los Angeles)
  - France : 15 janvier 1958

## Distribution
- John Wayne (VF : Raymond Loyer) : Colonel Jim Shannon
- Janet Leigh (VF : Jacqueline Porel) : Lt Anna Marladovna Shannon / Olga Orlief
- Jay C. Flippen (VF : Pierre Morin) : Major Général Black
- Paul Fix (VF : Pierre Leproux) : Major Rexford
- Richard Rober (VF : Claude Bertrand) : George Rivers, agent du FBI
- Roland Winters (VF : Serge Nadaud) : Colonel Sokolov
- Hans Conried (VF : Michel Roux) : Colonel Matoff
- Ivan Triesault (VF : Jacques Berthier) : Général Langrad
- John Bishop (VF : Jacques Beauchey) : Major Sinclair
- Elizabeth Flournoy (VF : Joëlle Janin) : le capitaine de la WAF
- Carleton Young (VF : René Lebrun) : le sergent de la tour de contrôle de Palmer Field
- Denver Pyle (VF : Jean-Henri Chambois) : M. Simpson

Acteurs non crédités :
- Joyce Compton (VF : Aline Bertrand) : Mme Simpson
- Don Haggerty : un sergent